# 2024년 하트라스 압사 사고
2024년 하트라스 압사 사고는 2024년 7월 2일 인도 우타르프라데시주 하트라스구 지역에서 열린 힌두교 행사 중 발생한 다중밀집사고이다. 인도 정부는 최소 123명이 사망했으며 이 중 대부분이 여성과 어린이이며, 최소 150명 이상이 부상으로 입원했다고 발표했다. 이 사고는 무갈가르히 마을에서 열린 삿상 종교 행사 중 발생했다. 초기 보고에 따르면 수용 인원이 불과 5천명밖에 되지 않는 행사장에 15,000명 이상이 모여 사고가 발생했다고 밝혔다.

## 사고
사고는 "볼레바바"라는 이름의 종교지도자인 나라얀 사카르 하리가 참석한 힌두교의 신 시바를 기념하는 무갈가르히 마을의 임시 텐트 안에서 열린 삿탕 행사가 끝난 후 참석자들이 퇴장하던 도중 발생했다. 초기 보고에 따르면 5천명 정도만 수용할 수 있는 행사장에 15,000명이 넘는 사람들이 모였다고 한다. 한 관계자는 사람들이 지나치게 몰려 "습도가 매우 높은 가운데" 갑자기 강한 모래폭풍이 불어 사람들이 공황에 빠져 사고가 발생했다고 말했다. 희생자 중 일부는 도로 배수구 쪽으로 빠졌다고 추정된다.

## 여파
우타르프라데시주의 선임장관 요기 아디탸나흐는 사망자의 유가족에겐 각 2만루피, 부상자에게는 각 5만루피를 도의상 지원하겠다고 발표했다. 또한 추가적인 경찰국장과 알리가르 주경찰청장을 포함한 대응팀을 구성해 재난 원인을 조사하겠다고 발표했다.
인도의 대통령 드라우파디 무르무와 총리 나렌드라 모디는 이번 참사에 대해 애도를 표했으며, 모디 총리는 사망자 유가족에게 각 2,400달러, 부상자에게는 각 6백달러를 지원하겠다고 발표했다. 사건을 수습하던 도중 현장에 쌓인 수많은 시신을 보고 심장마비로 사망하는 일도 발생했다.

## 참조
- 주요 다중밀집사고 목록
- 2024년 인도
- 2011년 사바리말라 압사 사고
- 2013년 마드하프라데시 압사 사고